# 785 (číslo)
Sedm set osmdesát pět je přirozené číslo. Následuje po čísle sedm set osmdesát čtyři a předchází číslu sedm set osmdesát šest. Římskými číslicemi se zapisuje DCCLXXXV a řeckými číslicemi ψπε.

## Matematika
785 je:
- Deficientní číslo
- Poloprvočíslo
- Nešťastné číslo

## Astronomie
- (785) Zwetana je planetka hlavního pásu, kterou objevil v roce 1914 Adam Massinger

## Roky
- 785
- 785 př. n. l.